# Comuna d'Arutua
Arutua és una comuna de la subdivisió Tuamotu-Gambier de la Polinèsia Francesa.
Consta de tres comunes associades formades per tres atols: Arutua, Apataki i Kaukura. Històricament el grup es coneix com a illes Palliser, nom que els va donar James Cook honorant el seu protector sir Hugh Palliser.
| Illes           | Capital   | Habitants (2007) | Superfície (km²) | Llacuna (km²) | Coordenades                                |
| --------------- | --------- | ---------------- | ---------------- | ------------- | ------------------------------------------ |
| Arutua          | Rautini   | 725              | 14               | 516           | 15° 19′ S, 146° 44′ O / 15.317°S,146.733°O |
| Apataki         | Niutahi   | 492              | 20               | 683           | 15° 27′ S, 146° 19′ O / 15.450°S,146.317°O |
| Kaukura         | Raitahiti | 542              | 11               | 436           | 15° 45′ S, 146° 41′ O / 15.750°S,146.683°O |
| Comuna d'Arutua | Rautini   | 1.759            | 46               | 1.635         |                                            |